# Hypnos

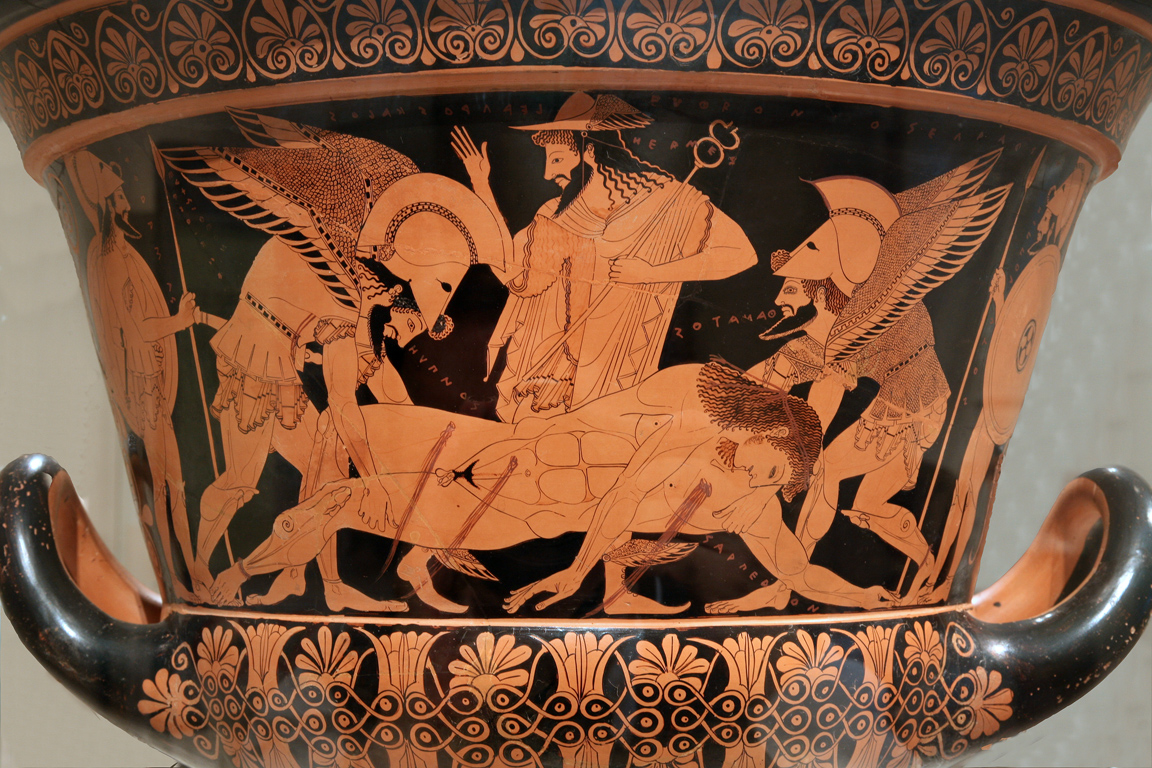
Hypnos und Thanatos tragen den Leichnam Sarpedons. attisch rotfiguriger Kelchkrater. Euxitheos (Töpfer), Euphronios (Maler), um 515 v. Chr.

Hypnos (altgriechisch Ὕπνος Hýpnos, deutsch ‚Schlaf‘) ist eine Gottheit der griechischen Mythologie. Er gilt gemeinhin als der Gott des Schlafes. Sein römisches Gegenstück ist Somnus.
Hypnos ist einer der chthonischen Götter (Tod und Leben oder die unterirdischen Götter betreffend) und trägt daher den Beinamen Chthonios. Ein anderer Beiname ist laut Pausanias Epidotes (Ἐπιδότης Epidótēs, deutsch ‚der Geber, der Großzügige‘). Homerische Epitheta sind Hypnos nedymos (νήδυμος Ὕπνος nḗdymos Hýpnos, deutsch ‚der liebliche, süße, umhüllende Schlaf‘) und Pandamator (πανδαμάτωρ pandamátōr, deutsch ‚der alles Fesselnde‘).
Da Hypnos die Fähigkeit zugesprochen wurde, Götter und Menschen in Tiefschlaf zu versetzen, wurde von seinem Namen der Begriff Hypnose abgeleitet.

## Beschreibung
Laut Hesiods Theogonie brachte ihn Nyx, die Nacht, vaterlos hervor; sein Bruder ist Thanatos, der Tod. Nach Hesiod sind die Oneiroi, die Götter der Träume, Brüder des Hypnos. Gemäß späterer mythologischer Überlieferung ist er Sohn der Nyx und des Erebos, der Finsternis.
Hypnos und Thanatos wohnen in der Unterwelt (Hades). Zur Spezifizierung des Wohnorts sind jedoch unterschiedliche Angaben im Spiel. Auch Erebos und Tartaros, zwei weitere Teile der griechischen Unterwelt, werden als Wohnort angegeben. In der Theogonie wird als Wohnort das Haus der Nacht, das der Mutter Nyx, bezeichnet. Das Haus bildet einen Eingang zum Tartarus und soll weit im Westen liegen. Tag und Nacht sollen sich dort begegnen. Ovid zufolge wohnt Hypnos in einer Höhle, welche vom Fluss Lethe („Vergesslichkeit“) durchflossen wird. Diese befindet sich nahe dem Lande der Kimmerer. Sein Bett besteht aus Ebenholz und vor dem Eingang der Höhle wachsen Kräuter mit einschläfernder Wirkung. In die Grotte dringt kein Licht oder Laut. Nebel und dämmernde Dunkelheit umgeben das Reich („kimmerische Finsternis“). Nach Homer wohnt er auf der Insel Lemnos, welche darum von anderen Autoren später als eigene Trauminsel bezeichnet wurde. Statius zufolge lebt er im Westen, in Aithiopia. Das Reich des Hypnos soll zudem von den Göttinnen bzw. Daimones Aergia („Muße“), Hesychia („Ruhe“) und Lethe („Vergessenheit“) bewacht werden.
Als Gemahlin wird die Charis Pasithea genannt. Seine Kinder Morpheus („Gestalt“), Phobetor („Schrecken“) und Phantasos („Einbildung, Fantasie“) sind die Götter des Traumes. Er soll aber weit mehr Kinder haben, die ebenfalls Oneiroi sind. Ovid zufolge gilt er als ruhiger und sanftmütiger Gott, der Menschen bei ihren Nöten hilft und als Schlaf die Hälfte ihres Lebens besitzt.

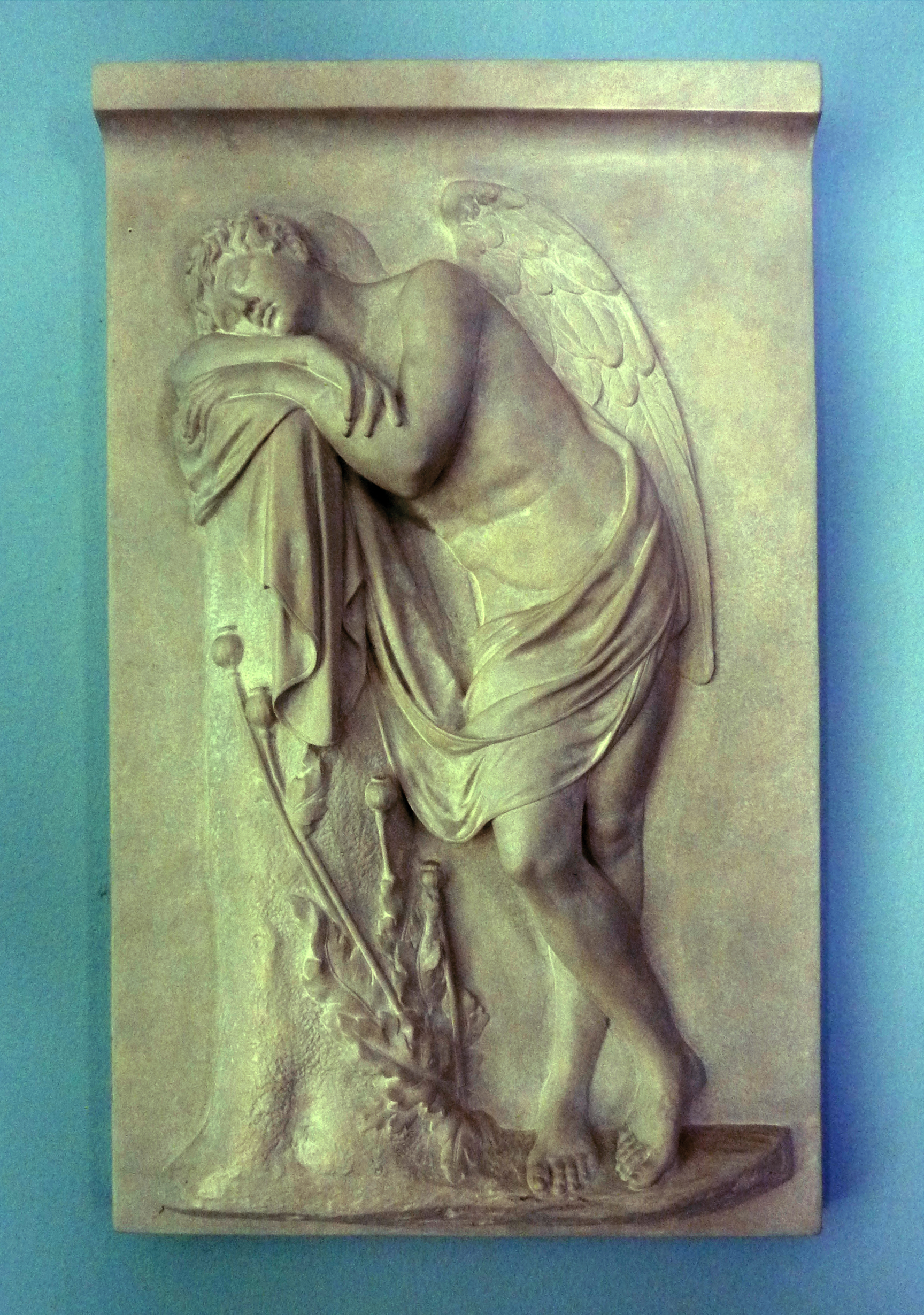
Hypnos auf dem Grabmal von Alexander von der Mark, erschaffen durch Johann Gottfried Schadow 1788

In den bildenden Künsten wird Hypnos oft als mit Schlafmohn-Blüten bekränzter schlafender Jüngling dargestellt, mal als greiser und träger Mann mit Vogelschwingen, wiederum häufiger als anmutiger junger Mann mit Schmetterlingsflügeln über den Schläfen oder an den Schultern. Zu seinen weiteren Attributen gehören ein Füllhorn in seiner Rechten, das mit Träumen oder Schlaf gefüllt ist, sowie ein Mohnzweig (bzw. ein Zweig, welcher in den Fluss Lethe getaucht wurde) in seiner Linken. Eine umgekehrte (erloschene) Fackel wird ebenfalls zu seinen und auch zu den Attributen seines Bruders Thanatos gezählt. Statuenbildnisse zeigen Hypnos entweder allein oder zusammen mit seinem Bruder Thanatos. Häufig wird er auf Sarkophagen dargestellt. Pausanias’ Beschreibung Griechenlands zufolge werden Thanatos und Hypnos auf einer Kiste in Olympia bildlich dargestellt. Die Göttin Nyx trägt dabei einen weißen Knaben auf dem rechten Arm und einen schwarzen Knaben auf dem linken Arm. Beide sind schlafend und mit gekrümmten Füßen bzw. übereinandergeschlagenen Beinen abgebildet. Bei welchem Knaben es sich genau um Hypnos handelt, kann nur vermutet werden. Bei Nonnos’ Dionysiaka wird der Schlafgott durch Aphrodite als dunkelhäutig bezeichnet, seine Frau Pasithea hingegen als lilienweiß bzw. schneeweiß. Auch wird er als schwarzgeflügelt beschrieben.

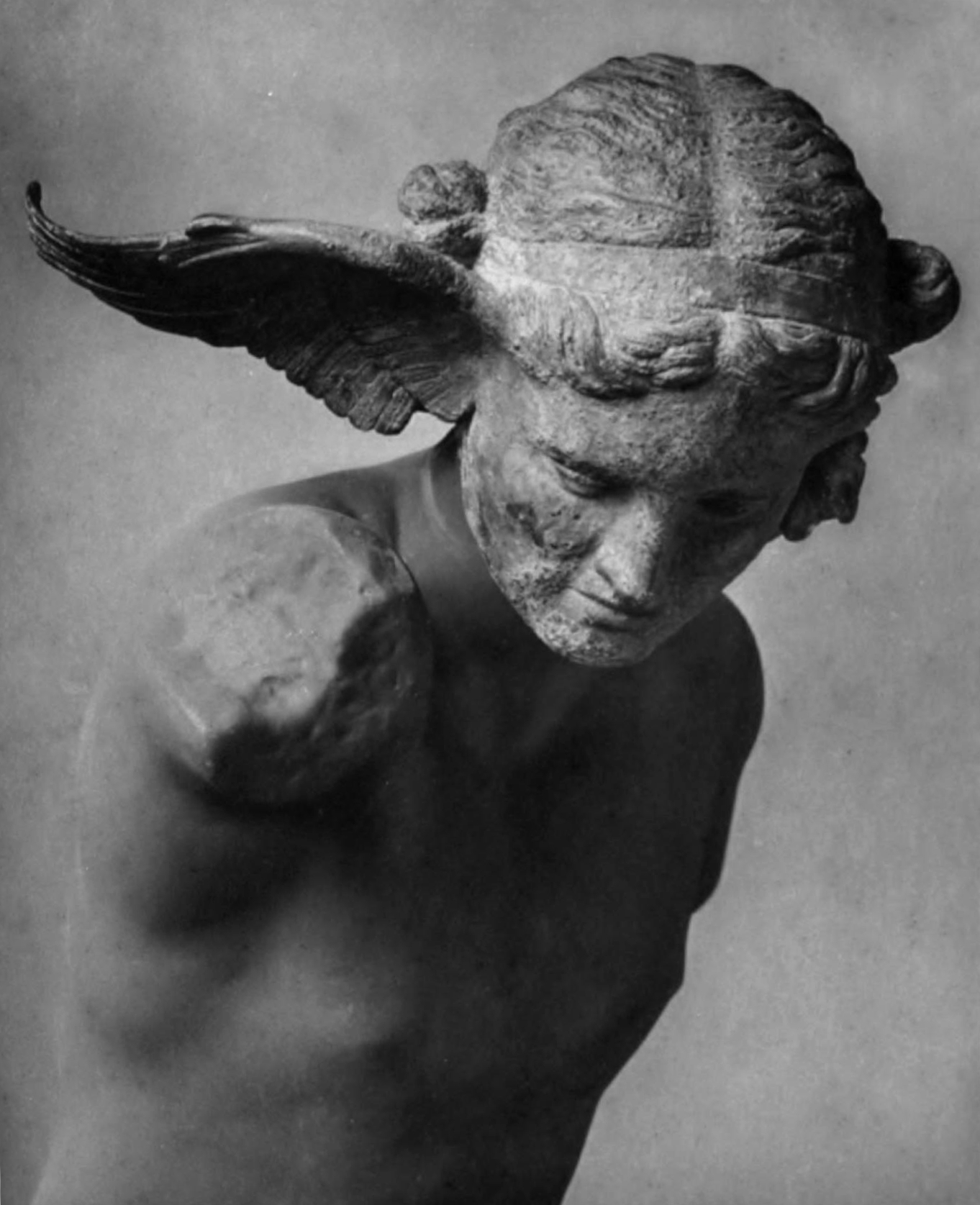
Bronzener Kopf des Hypnos (Torso modern rekonstruiert)

Hypnos wurde nur an wenigen Orten verehrt, oft in Verbindung mit Asklepios; so auch in Sikyon in einem Tempel des Asklepios. Mit seinem Beinamen Epidotes erscheint er auf einer Malerei, einen Löwen einschläfernd. Eine Statue soll es dort ebenfalls gegeben haben. In Troizen in der Argolis wurde er zusammen mit den als gute Freunde beschriebenen  Musen verehrt. Eine weitere Statue fand sich in Sparta. Im Britischen Museum wird der Bronzene Kopf des Hypnos ausgestellt; im Museo del Prado findet sich eine Statuette aus Marmor. Lessing sieht in der Ildefonso-Gruppe eine Verkörperung von Hypnos und Thanatos.

## Mythos
Der griechischen Mythologie zufolge besitzt Hypnos die Macht, alle Götter, Menschen und Tiere in Tiefschlaf zu versetzen. Einer Legende zufolge verliebte Hypnos sich in den Jüngling Endymion wegen dessen schöner Augen. Um diese allzeit bewundern zu können, verzauberte Hypnos den Schlafenden, sodass seine Augen auch im Schlaf geöffnet bleiben würden. Eine Variante dieser Erzählung beschreibt Endymion als Geliebten der Mondgöttin Selene: Hypnos schenkte ihm die Fähigkeit des Schlafens mit offenen Augen, damit Endymion die Mondgöttin auch bei Nacht betrachten konnte.
Eine andere Sage berichtet darüber, dass die Göttin Hera Hypnos darum bat, Göttervater Zeus in Tiefschlaf zu versetzen, damit dieser es nicht merken sollte, wenn sie den Meeresgott Poseidon um Hilfe im Kampf um Troja bitten würde. Einen von Hephaistos geschaffenen goldenen Thron lehnte der Schlafgott ab. Er willigte erst ein, als Hera ihm dafür Pasithea als Frau versprach. Hypnos ließ Hera auf den Fluss Styx schwören, denn er fürchtete sich vor dem Zorn des Zeus. Hypnos hatte Zeus schon einmal in den Schlaf versetzt. Das war ebenfalls auf Heras Bitte geschehen, die ungestört Jagd auf Herakles machen wollte. Als der Göttervater aufwachte und dies herausfand, wurde er rasend vor Wut. Er verfolgte Hypnos, welcher zu seiner Mutter Nyx floh. Dort endete die Verfolgung durch den Göttervater, der sich mit der Nacht lieber nicht anlegen wollte. Das Mal darauf verwandelte Hypnos sich in einen Nachtvogel und flog auf den Berg Ida. Nachdem Hera den Zeus abgelenkt hatte, versetzte Hypnos ihn ein zweites Mal in Tiefschlaf. Danach leitete er Heras Bitte an Poseidon weiter. Und dieses Mal fand Zeus nicht heraus, dass der Gott des Schlafes dahintersteckte. In den Dionysiaka wird eine der Ilias analoge Szene geschildert.
Im Trojanischen Krieg befiehlt Zeus Hypnos und seinem Bruder Thanatos, den Leichnam seines Sohnes Sarpedon nach Lykien zu bringen, um ihn dort zu bestatten.
Einer weiteren Bitte Heras (Junos) entsprechend, soll Hypnos Alkyone den Tod ihres Mannes auf See beibringen. Der Schlafgott gibt diesen Auftrag an seinen Sohn Morpheus weiter, da dieser ein Gott der Träume ist und sich im Traum sämtlicher menschlicher Gestalten bemächtigen kann. Die Botschaft wird durch Iris überbracht; Ovid macht deutlich, dass auch sie sich der einschläfernden Kraft des Hypnos kaum entziehen kann.
Hypnos, der den Menschen freundlich gesinnt war, erfüllte auch Bitten von Heroen. Die kolchische Prinzessin und Enkelin des Helios, Medea, benötigte die Hilfe des Hypnos. Sie rief den Schlafgott an, um den niemals schlafenden Drachen und Wächter des Goldenen Vlieses einzuschläfern. Mit Hypnos Hilfe war Medea erfolgreich, und Iason nahm das Vlies an sich. Athenische Vasenmalereien zeigen Hypnos neben den Giganten Alkyoneus und Herakles. Da Alkyoneus in seiner Heimat nicht getötet werden konnte, musste Herakles ihn aus Pallene heraustragen. Die Darstellung des Alkyoneus als schlafend lässt vermuten, dass Hypnos den Giganten einschläferte und Herakles diesen dann fort trug.

## Römische Erscheinung als Somnus
Den Römern erscheint der bei den Griechen als sanft bekannte Schlafgott unter dem Namen Somnus als Mörder des Palinurus. Dabei erscheint Somnus in Gestalt eines sonst nicht weiter erwähnten Phorbas und versucht den Steuermann des Aeneas zu überreden, sich auszuruhen und ihm das Steuer zu überlassen. Trotz anfänglichen Widerstands von Palinurus kann Somnus ihn in Schlaf versetzen. Er benutzt dazu einen im Fluss Lethe getränkten Zweig und träufelt Palinurus die Flüssigkeit auf dessen Schläfen. Daraufhin stößt er den schlafenden Steuermann über Bord. Die Hilferufe des in den Wogen wieder erwachten Palinurus verhallen in der Nacht von den Kameraden ungehört.
Bei den römischen Dichtern Vergil, Seneca und Statius wird der Schlafgott zudem als Sopor bezeichnet.